# Bohouškovice
Bohouškovice (německy Bohauschkowitz) je malá vesnice, část městyse Křemže v okrese Český Krumlov. Nachází se asi 2 km na sever od Křemže. Je zde evidováno 18 adres. Název vesnice vznikl od jména Bohuslav.
Bohouškovice leží v katastrálním území Křemže o výměře 22,01 km².

## Historie
První písemná zmínka o vesnici pochází z roku 1312, kdy se dokládá osoba Pribizlaus de Bohuskow. Dále v roce 1483 pak Bohusskowicze. Okolo současného čp. 4 byl zemanský dvůr. V roce 1444 byla vesnice odstoupena Janu Smilovi z Křemže a přidána k panství Dívčího kamene a vřaděna do rychty Třísovské. Podle pověsti zde žil rytíř Janek, zakladatel obce Jankov.
V roce 1571 došlo vlivem silného sněhu k sesunu jedné z chalup a úmrtí celé pětičlenné rodiny. O 40 let později, v roce 1611, vesnici vyrabovalo pasovské vojsko. V roce 1710 došlo k sesunu další z chalup, při čemž zahynuly dvě děti, a stejného roku byl z vesnice odveden jeden muž za účelem stráže na moravských hranicích. O pět let později, v noci z 9. na 10. června 1715, došlo k vyvraždění osmičlenné rodiny.
V roce 1744 (během války o rakouské dědictví) byla vesnice vypleněna pruskými husary.
Po zavedení obecní samosprávy v roce 1848 se Bohouškovice staly součástí velké obce Křemže, která byla v roce 1884 rozdělena na čtyři obce samostatné – jednou z nich byla Mříč s Bohouškovicemi a Slavčí. V roce 1869 měla osada 92 obyvatel a o dva roky později byl zřízen lesní revír Bohouškovice.
Rok 1906 znamenal rozvoj živočišné výroby, protože Hospodářské družstvo pro zvelebení chovu dobytka se sídlem v Krásetíně zakoupilo a přidělilo do obce plemenného býka simentálského skotu.
V roce 1929 byla kroupami zničena veškerá úroda ve vesnici. Ve vesnici existoval sbor dobrovolných hasičů. V roce 1933 se taktéž rozhořel spor o nákup lesů o rozloze 862 hektarů v katastru vesnice od Schwarzenbergů, které chtěla zakoupit Praha, avšak předkupní právo měly České Budějovice, které si to však nemohly dovolit z finančních důvodů (prodejní cena byla určena na 4,77 milionu Kč.
V první polovině 20. století také vzniklo ve vesnici Družstvo pro rozvod elektrické energie v Bohouškovicích, zapsané společenstvo s odmezeným ručením, které bylo v roce 1950 okresním soudem v Českých Budějovicích zrušeno a majetek přešel na JZD v Mříči.

## Mineralogická lokalita
Bohouškovice patří k nejzajímavějším mineralogickým lokalitám v jižních Čechách. Zdejší nerosty vznikly převážně rozkladem hadců.

### Opály a produkty jejich rozkladu

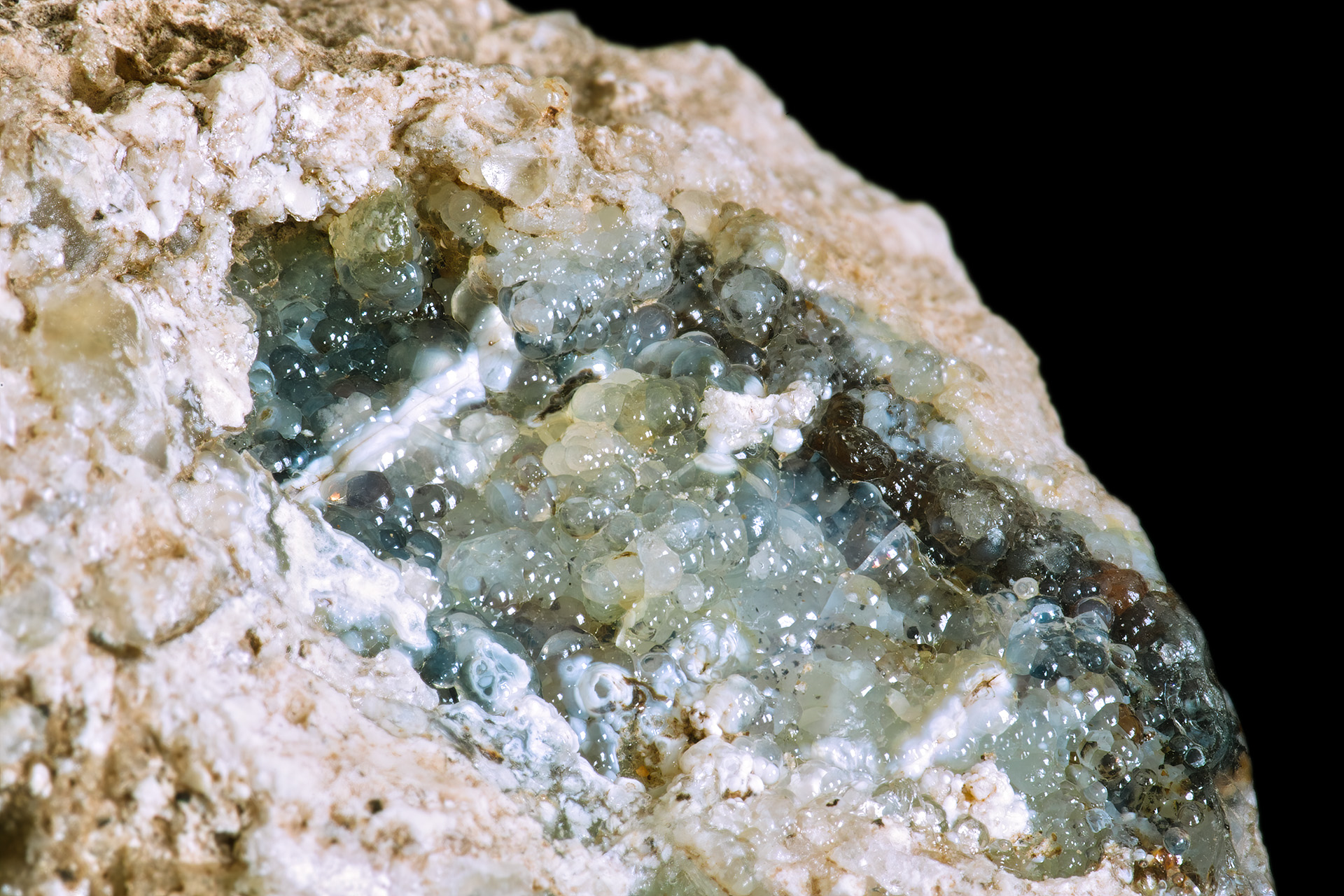
Hyalit (Bohouškovice)

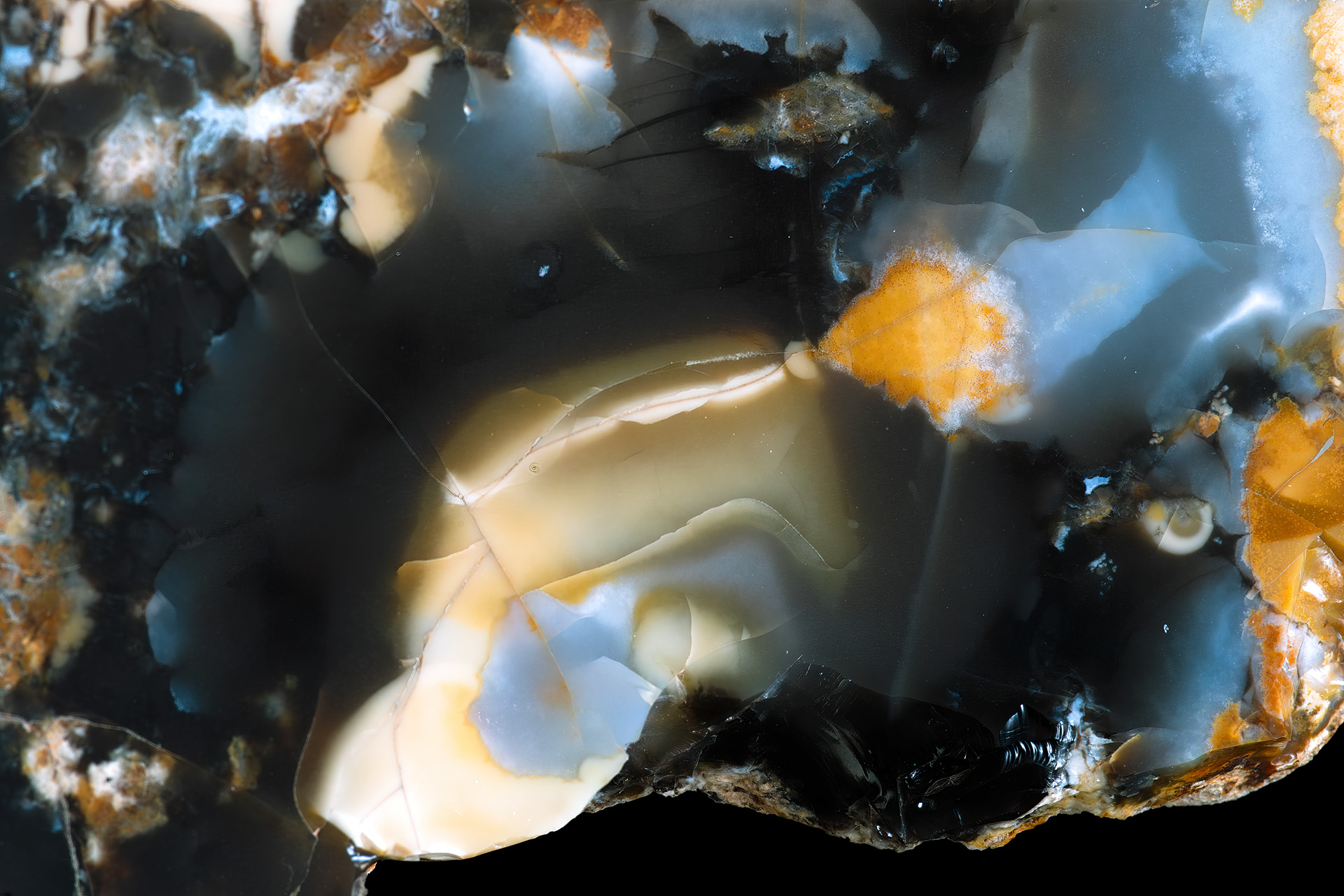
leštěný černý opál s modrým chalcedonem (Bohouškovice)

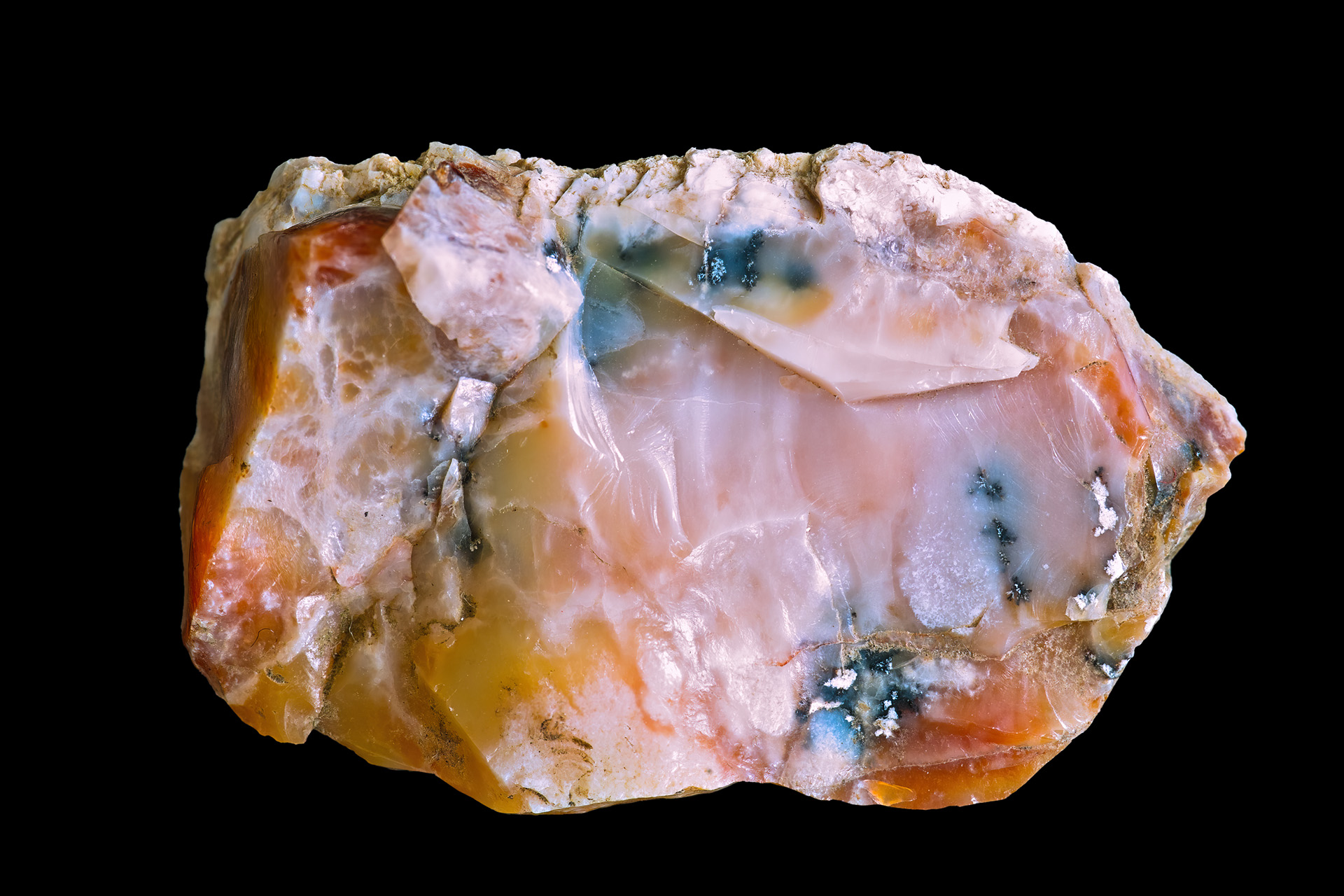
mnohobarevný opál zbarvený sloučeninami železa, manganu a snad chromu (Bohouškovice)

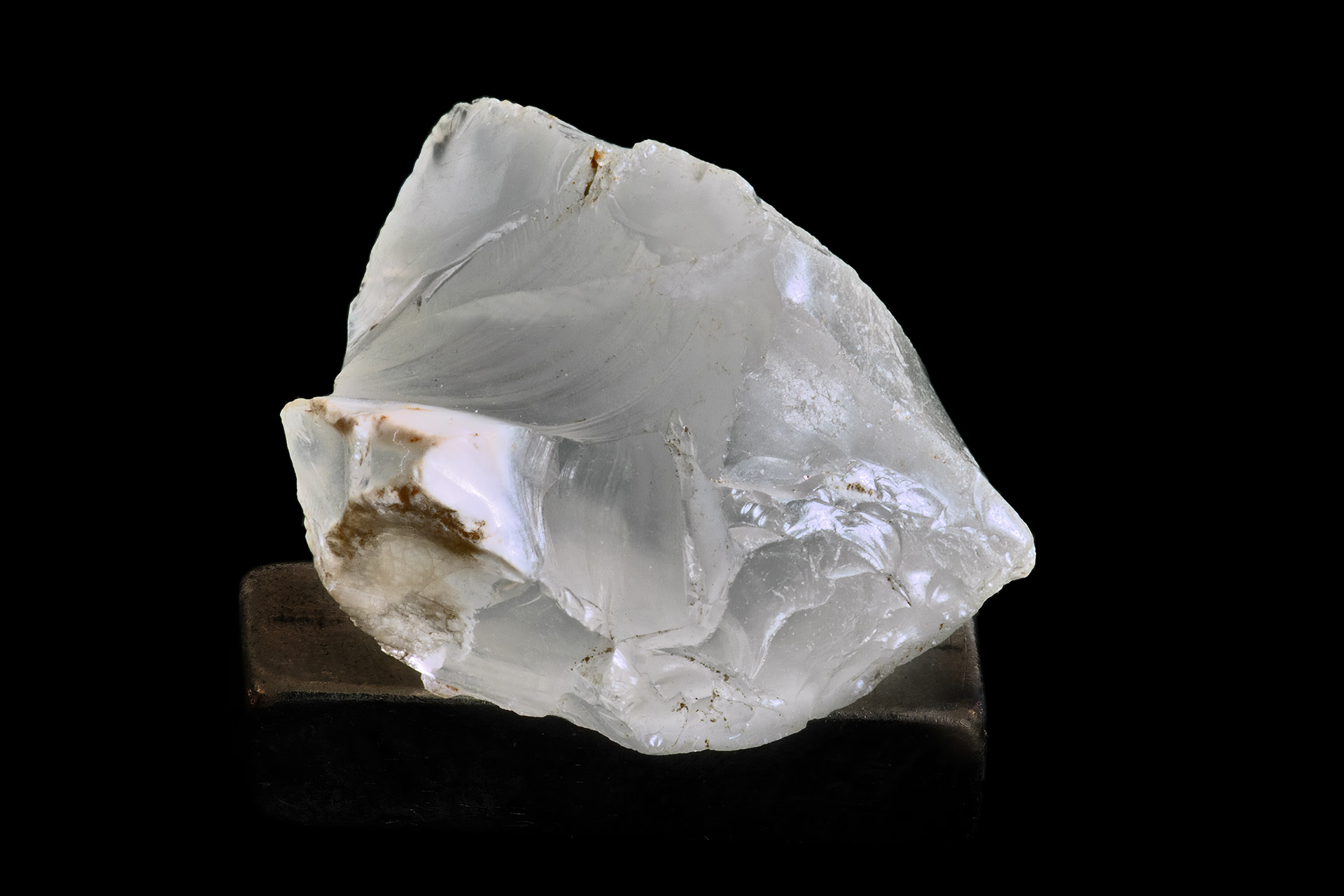
kusový hyalit (Bohouškovice)

Opály lze najít prakticky na všech polích směrem dolů od vsi. Mimo obecný opál tu můžeme najít kusově mléčný opál, méně často hyalit - buďto jako rosolovité povlaky, nebo vzácněji kusový. Ostatní odrůdy vznikly příměstí dalších látek. Tzv. mechové opály jsou prostoupené wadovými sraženinami (směs oxidů a hydroxidů manganu) a mohou vycházet jak z mléčného opálu, vzácně z hyalitu, často z nevýrazně zabarveného opálu obecného. Oxidy a hydroxidy železa způsobují zabarvení žlutavé, červené až hnědé, přičemž průsvitné až průhledné opály těchto barev bývají označované jako ohnivé, opakní jako voskové.
Místním specifikem jsou zelené opály (někdy zvané jako prasopál), které vznikly proniknutím vodnatých křemičitanů niklu. Odstíny jsou od světlé, jablečné až po modrozelenou. V menší míře se lze setkat s opály namodralými či nafialovělými, které obarvily zřejmě sloučeniny manganu. Pokud je jejich koncentrace vysoká, vzniká (zvlášť v kombinaci s obsahem sloučenin železa) černý opál. Žlutavé zabarvení může být způsobeno i přítomností oxidu chromu.
Částečnou dehydratací opálu vznikají tzv. hydrofány, které ztrátou vody ztrácejí i lesk a barvy. Vodu jsou schopné opětovně nasát, ale na vzduchu ji znovu ztrácejí a blednou. Dalším produktem vzniku opálů jsou siliciofity, které vytvářejí kory, někdy s mikroskopickými krystalky křišťálu. Také se můžeme setkat s chalcedonem, čistým i zabarveným, případně rezavohnědou směsí opálu, chalcedonu a limonitu, která bývá někdy nazývána opáljaspis. Podobného charakteru jsou zelenavé hlízy, které však obarvily niklové sole. Bývají nazývány jako chryzopras, ale oproti známým polským chrazoprasům se liší - mají variabilnější barvu (od žlutozelené po modrozelenou) i strukturu, která někdy připomíná až rohovec.

### Ostatní nerosty
Mimo opálů se na polích vyskytuje různobarevný křemen s rozptýlenými šupinkami slídy (aventurín), biotit, bronzit, diopsid, dialag, chlority, limonit (často ve směsi s opálem), magnezit, omfacit, wad (jako povlaky, výplně puklin nebo dendrity v opálech), rohovce, chryzotilový azbest a ortoklas.

## Pamětihodnosti
- Boží muka

## Galerie

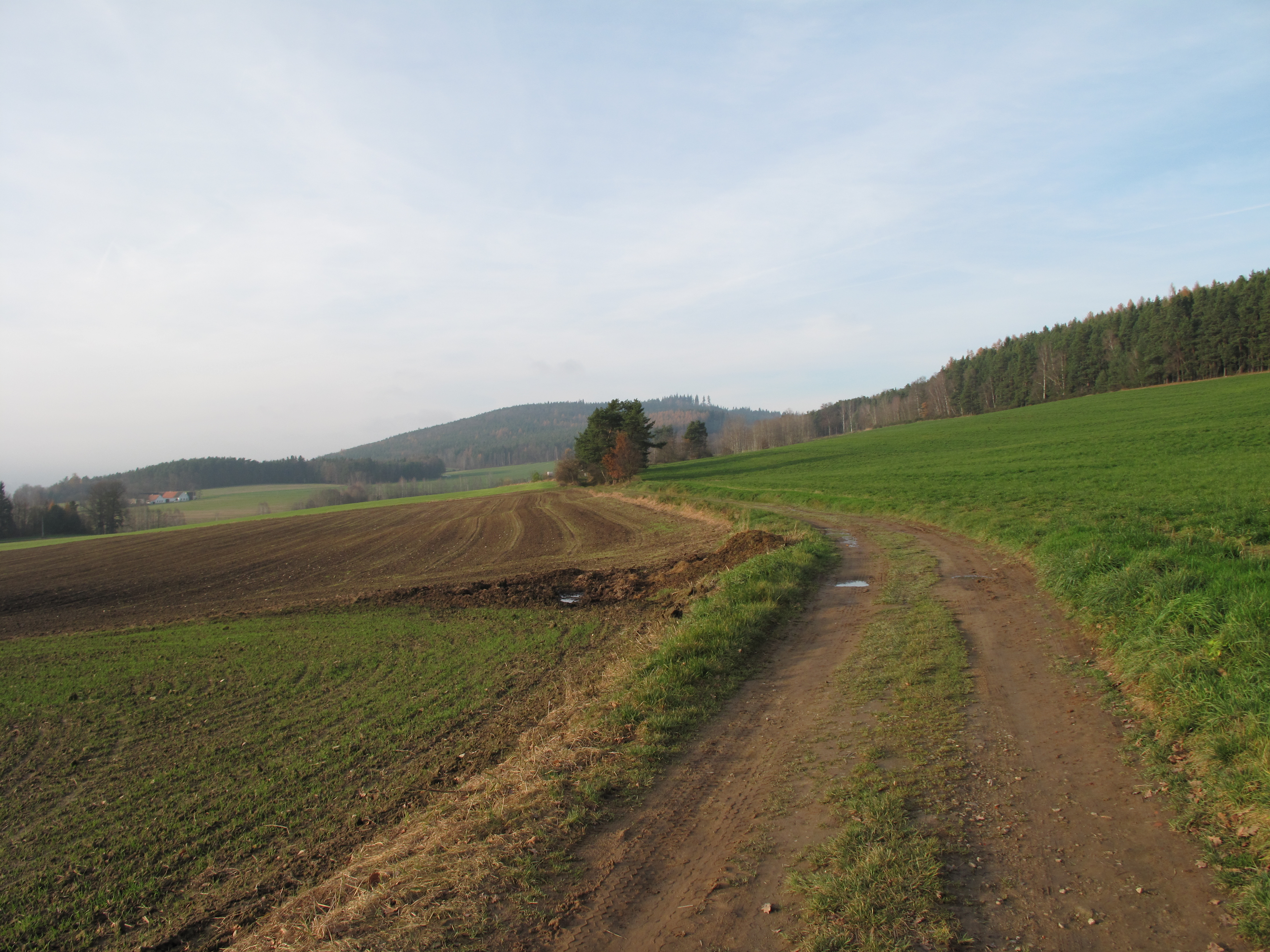
cesta v Bohouškovicích
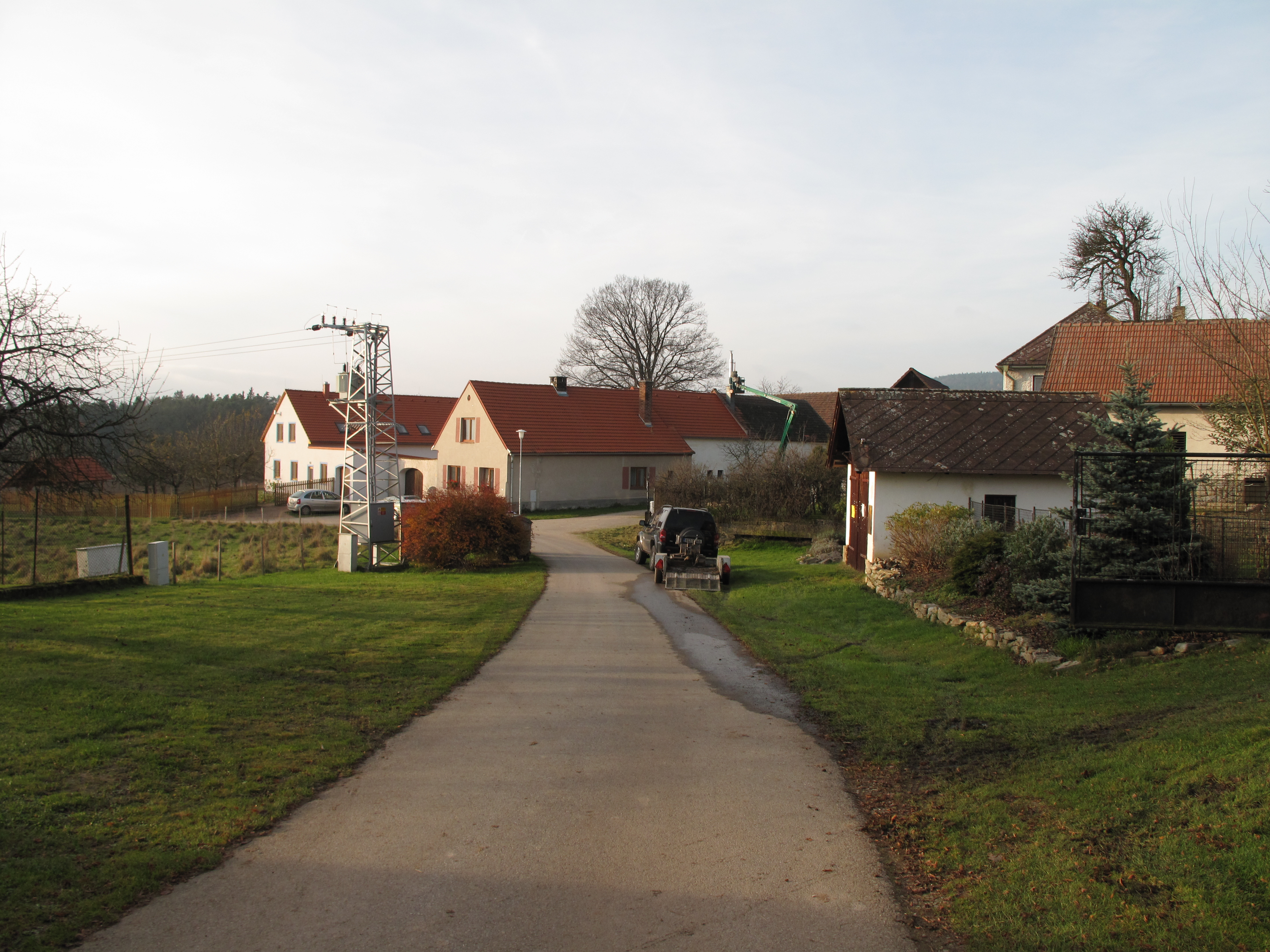
Bohouškovice
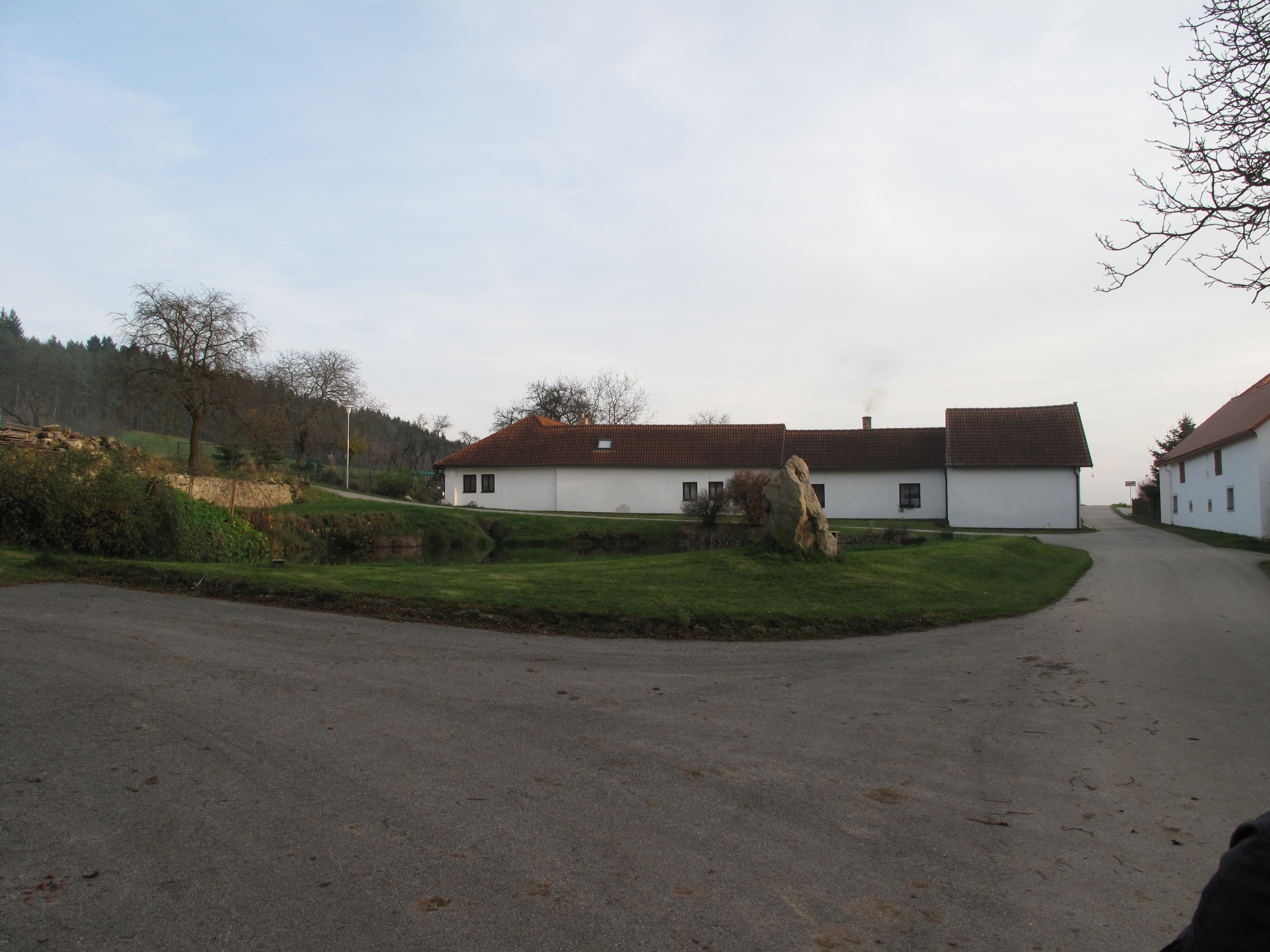
náves
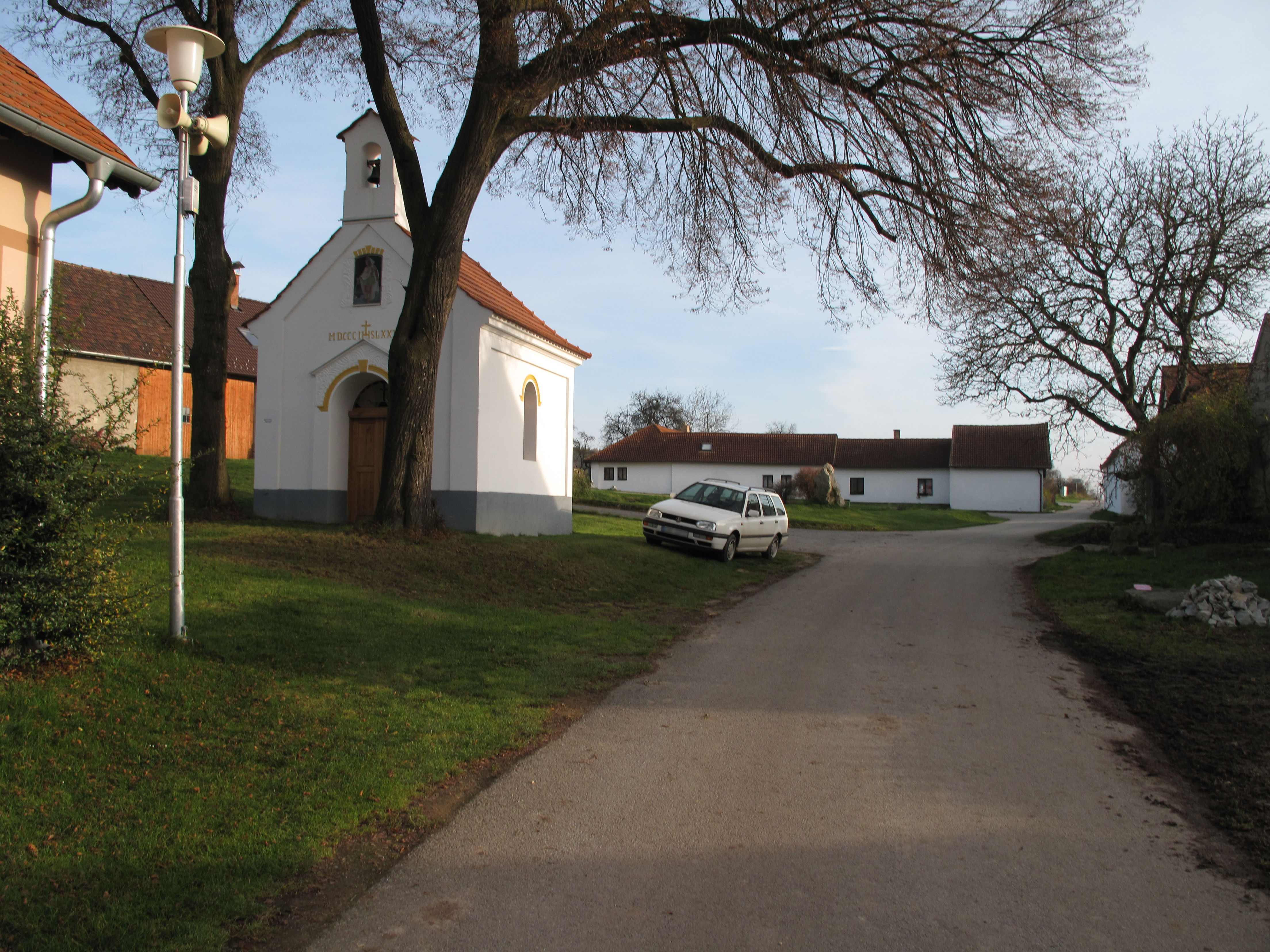
kaplička
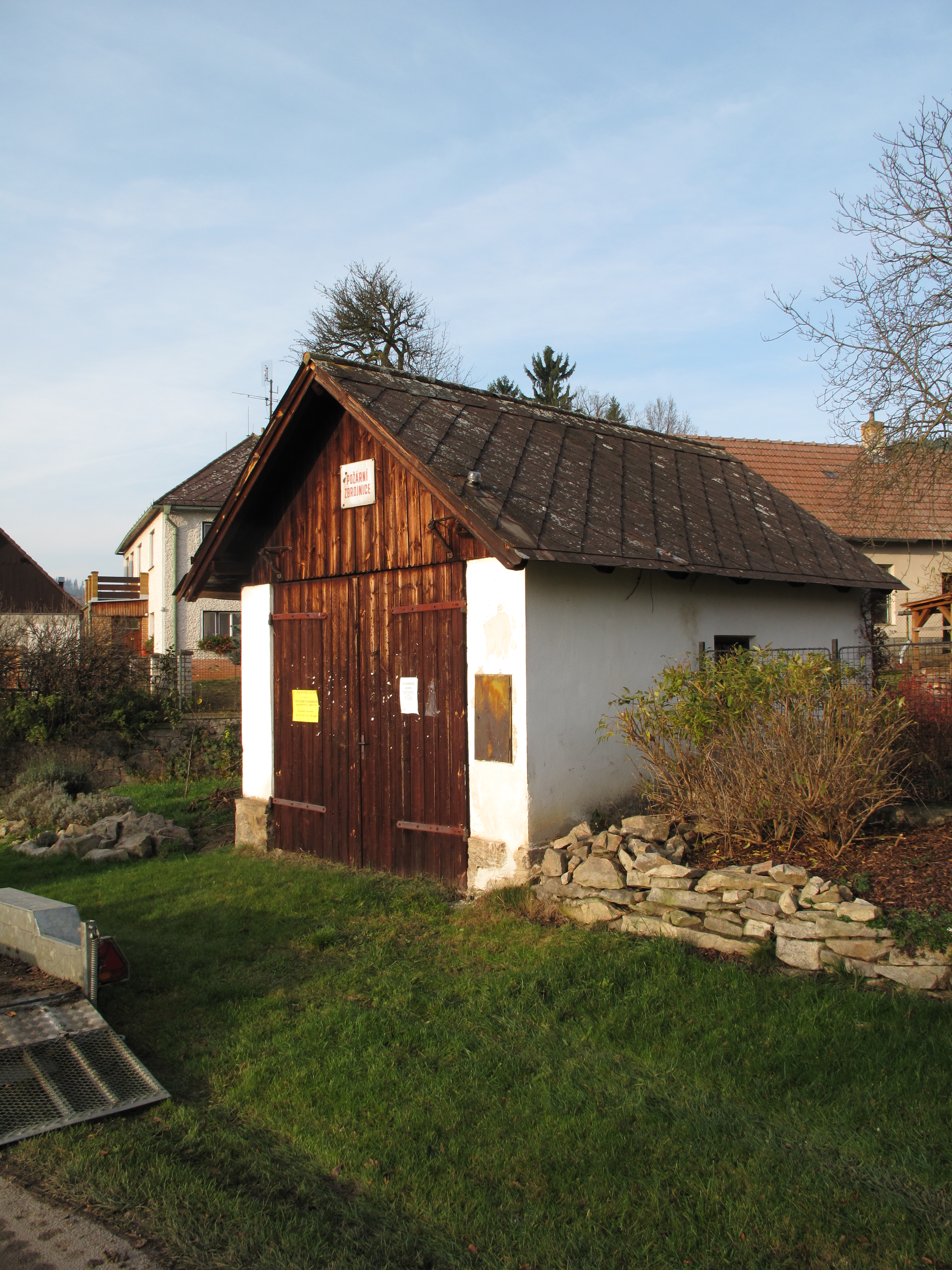
hasičská zbrojnice
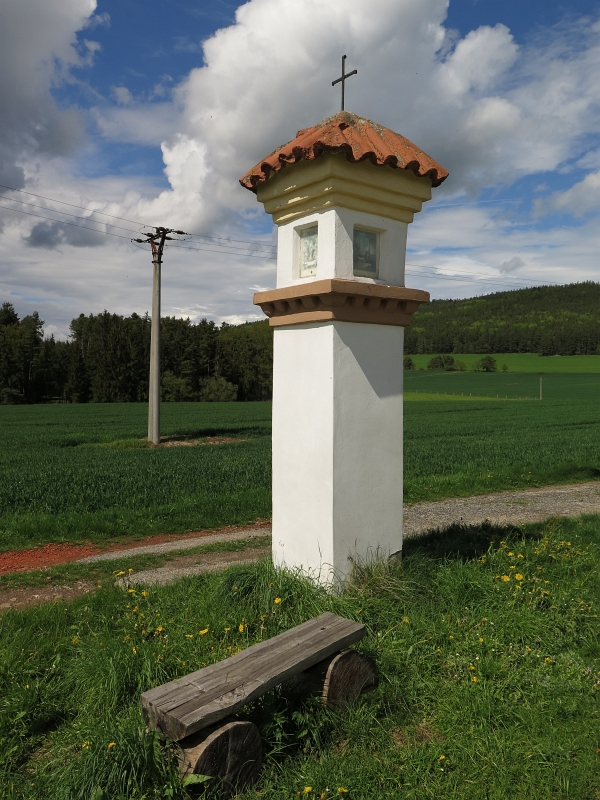
Boží muka
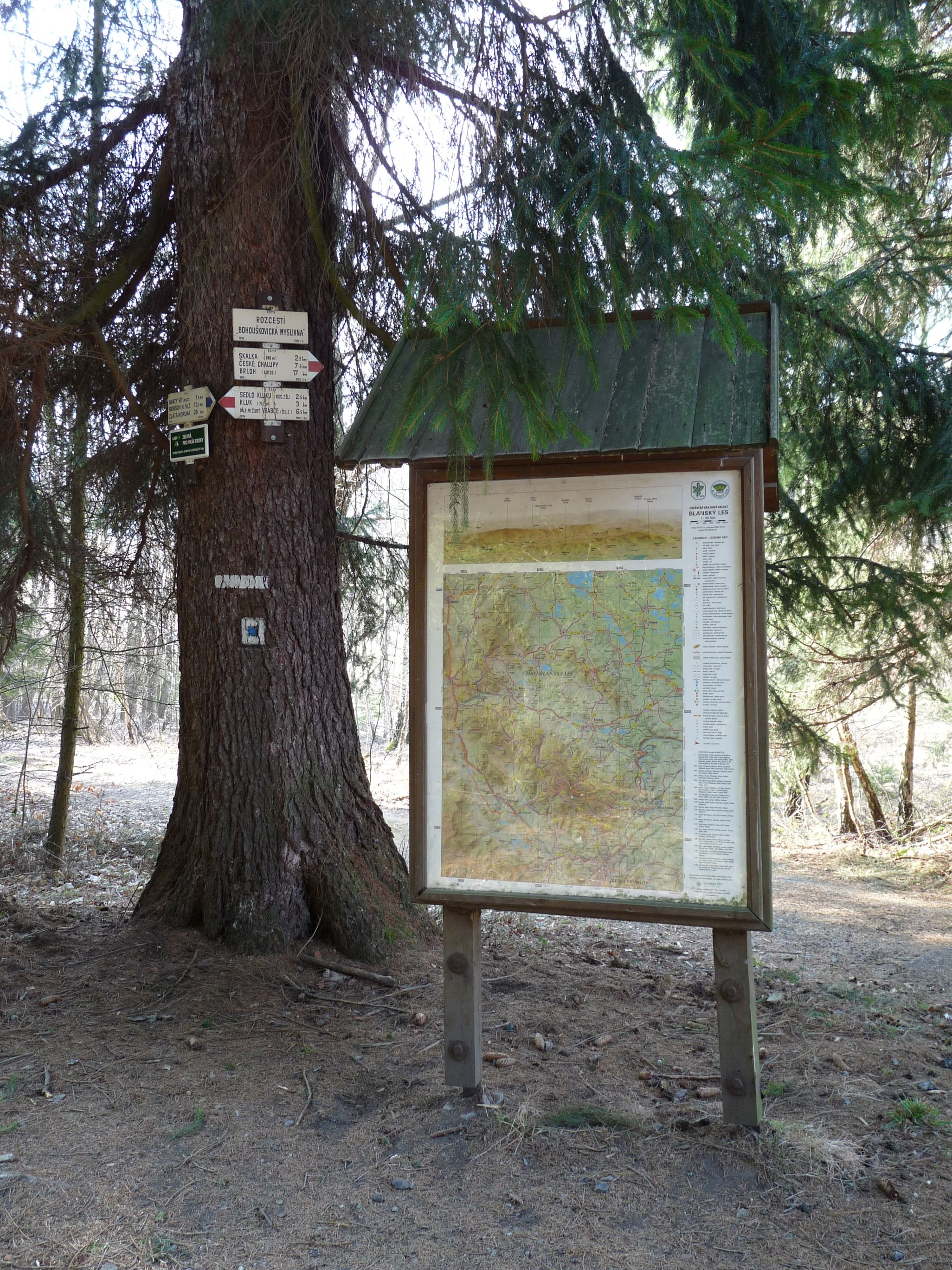
rozcestník Bohušovická myslivna